# Mateusz Zagórski
Mateusz Zagórski (ur. 16 lipca 1991) – polski lekkoatleta, medalista Letniej Uniwersjady (2015).

## Kariera sportowa
Jest zawodnikiem MUKL Brodnica, gdzie rozpoczął treningi w 2005. Jego największym sukcesem w karierze jest brązowy medal Letniej Uniwersjady w 2015 w konkurencji 4 x 400 metrów (z Michałem Pietrzakiem, Kamilem Gurdakiem i Rafałem Omelką, w biegu eliminacyjnym zamiast K. Gurdaka wystąpił Robert Bryliński). Na tych samych zawodach startował także w biegu na 400 m, ale odpadł w eliminacjach. 
Reprezentował Polskę na mistrzostwach Europy juniorów w 2009, gdzie sztafeta 4 x 400 m z jego udziałem została zdyskwalifikowana w finale oraz mistrzostwach świata juniorów w 2010, gdzie zajął 8. miejsce w sztafecie 4 x 400 m.
Był medalistą mistrzostw Polski w kategoriach młodzieżowych. W 2008 zwyciężył w biegu na 400 m na zawodach Ogólnopolskiej Olimpiady Młodzieży, w 2010 zdobył na tym dystansie wicemistrzostwo Polski juniorów, a w sztafecie 4 x 400 m wywalczył brązowy medal. Na młodzieżowych mistrzostwach Polski w 2012 zdobył srebrny medal w biegu na 400 m, rok później zdobył złoto na tym dystansie oraz srebro w sztafecie 4 x 400 m.
Rekord życiowy na 400 m: 46,86 (6 września 2014)